# Cubocephalus associator
Cubocephalus associator är en stekelart som först beskrevs av Carl Peter Thunberg 1822.  Cubocephalus associator ingår i släktet Cubocephalus och familjen brokparasitsteklar. Arten är reproducerande i Sverige.

## Underarter
Arten delas in i följande underarter:
- C. a. pygmaeus
- C. a. lapponicus